# Riedheim (Adelsgeschlecht)

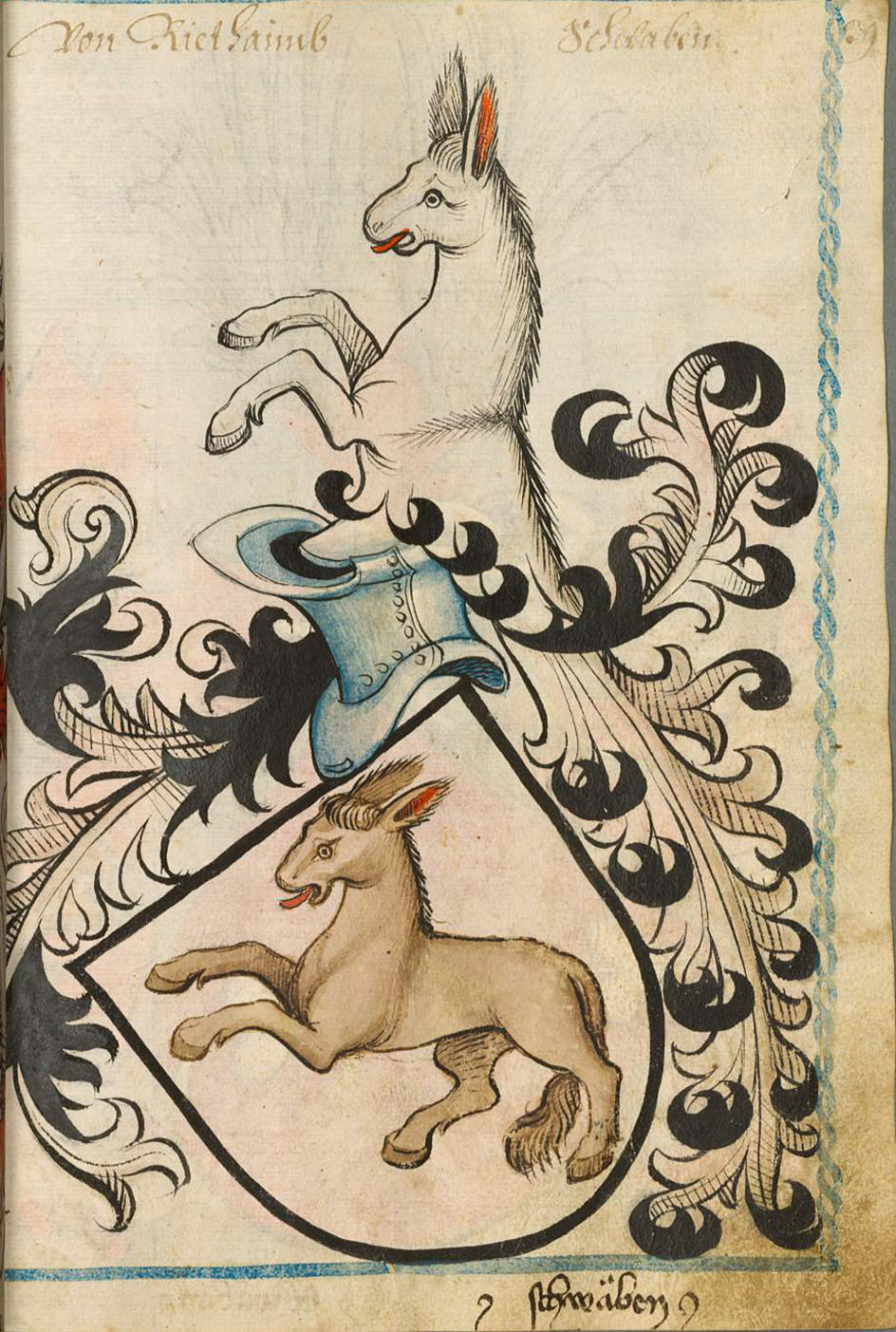
Wappen des Geschlechts von Riedheim aus dem Scheiblerschen Wappenbuch

Riedheim (auch Rietheim) ist der Name eines alten bayerisch-schwäbischen Adelsgeschlechtes. Der gleichnamige Stammsitz der Herren von Riedheim ist Riedheim, ein Ortsteil der Gemeinde Holzheim im Landkreis Donau-Ries.

## Geschichte
Ursprünglich waren die Riedheimer Ministerialen der Herren von Graisbach, die ihren Edelmannssitz in Riedheim hatten und sich von da an nach diesem Ort benannten. In einer Urkunde von 1312 wird Bertold der Riedhaimer erwähnt. 1384 vereinten sich die Brüder Erhard und Winhard Riedhaimer von Riedheim, um gemeinsam ihr Erbgut in Riedheim zu leiten.

1347 wird Konrad von Rietheim erwähnt. Die Familie ließ sich zunächst in Remshart (heute ein Ortsteil der Gemeinde Rettenbach) bei Günzburg nieder, der Stammsitz bei Holzheim wurde am Ende des 14. Jahrhunderts an die Riederer von Paar verkauft.

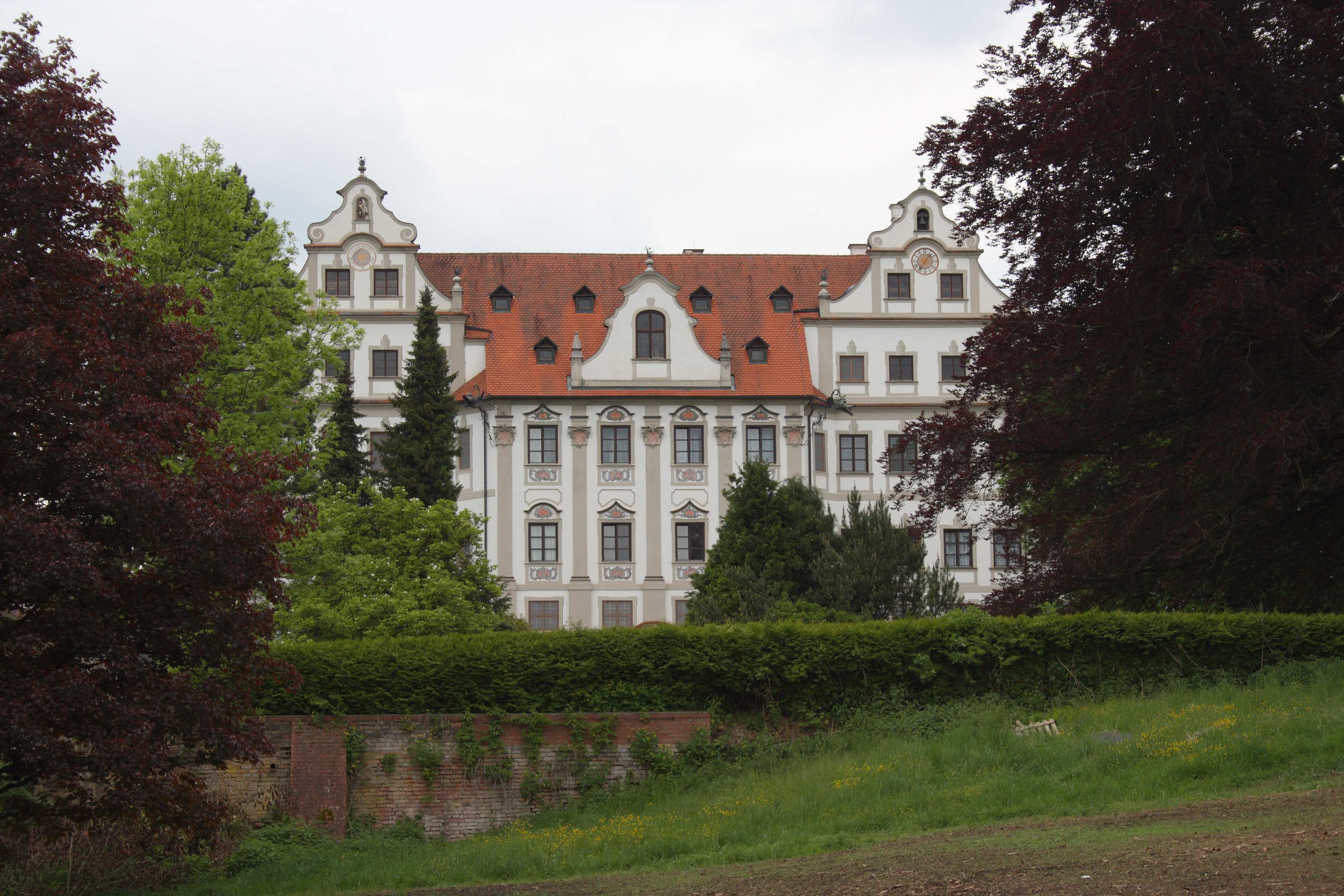
Schloss Harthausen, seit 1567 im Familienbesitz

1418 wird ein Stefan der Riedheimer als Chorherr in Moosburg an der Isar erwähnt. Wilhelm von Riedheim zu Remshart erwarb 1438 die Herrschaft Angelberg bei Türkheim. Die Herren von Riedheim konnten 1446 das hochstiftische Lehen und 1517 die beiden Anteile des burgauischen Lehens an Rettenbach erwerben. Egolf von Riedheim erwarb 1567 das Schloss Harthausen bei Rettenbach, das sich bis heute im Familienbesitz befindet. Um 1760 ließ es Freiherr Johann Alexander von Riedheim erweitern und barockisieren.
Johann von Riedheim († 1507) war von 1481 bis 1507 Fürstabt des Benediktinerklosters Kempten. 1590 erlangte Konrad von Riedheim auf Angelberg den Reichsfreiherrenstand mit dem Prädikat von Angelberg. 1696 wurde der Reichsfreiherrenstand auf Johann Konrad von Riedheim, der einer anderen Linie entstammt, und seine Nachkommen ausgedehnt. Aus diesem Grund wurde sein Urenkel Sigmund Xaver Willibald Aloys von Riedheim, unter anderem Herr auf Harthausen (heute eine Gemarkung der Gemeinde Rettenbach), Remshart und Rettenbach, mit seinen Geschwistern im Jahre 1813 bei der Freiherrenklasse im Königreich Bayern immatrikuliert.
Während des 18. Jahrhunderts gehörten die Herren von Riedheim wegen der 1438 erworbenen Herrschaft Rettenbach, dem 1567 erworbenen Harthausen und dem bereits seit dem 14. Jahrhundert zum Familienbesitz gehörenden Stetten ob Lontal, zur Reichsritterschaft im Ritterkanton Donau des Schwäbischen Ritterkreises.
Die am Ende des 16. Jahrhunderts baronisierte Linie ist erloschen, die Harthausener Linie blüht bis heute.

## Wappen
Das Stammwappen zeigt in Silber einen steigenden, schwarzen Esel. Auf dem Helm ist der Esel wachsend. Die Helmdecken sind schwarz-silbern.
In einigen schwäbischen Ortswappen ist der Riedheimer Esel noch heute abgebildet.

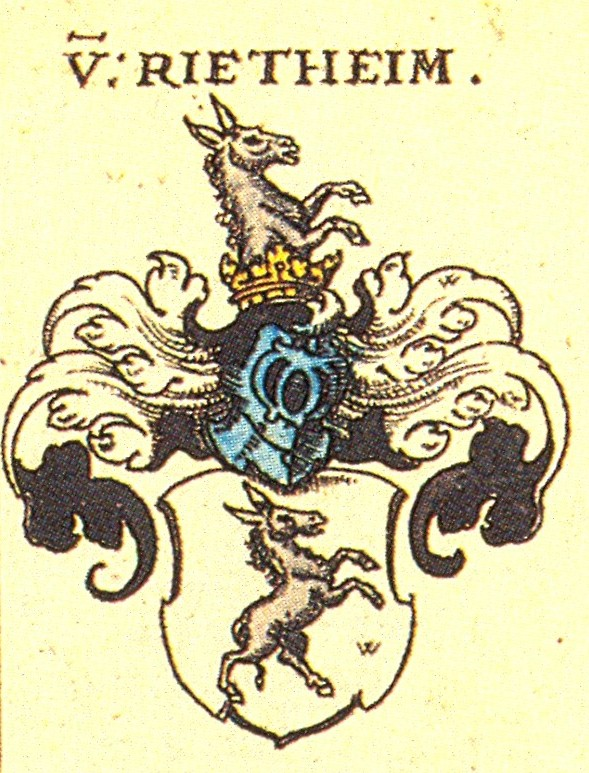
Wappen aus Siebmachers Wappenbuch
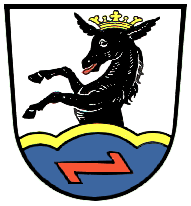
Wappen der Gemeinde Tussenhausen
Wappen der Gemeinde Rettenbach (Landkreis Günzburg)
Wappen der Gemeinde Haldenwang (Schwaben)

## Bekannte Mitglieder
- Franz Xaver Freiherr von Riedheim (1842–1909), bayerischer Generalmajor und Kommandant von Ulm